# Pedicularia splendida
Pedicularia splendida is een slakkensoort uit de familie van de Pediculariidae. De wetenschappelijke naam van de soort is voor het eerst geldig gepubliceerd in 2009 door Lorenz.